# Liste des horloges astronomiques d'Italie
Cet article recense les horloges astronomiques d'Italie.

## Liste
| Édifice                                                 | Commune            | Région             | Date        | Notes           | Coordonnées                       | Illus. |
| ------------------------------------------------------- | ------------------ | ------------------ | ----------- | --------------- | --------------------------------- | ------ |
| Tour de l'Horloge                                       | Rimini             | Émilie-Romagne     |             |                 | 44° 03′ 33″ nord, 12° 34′ 07″ est |        |
| Tour de l'Horloge (it)                                  | Brescia            | Lombardie          | 1544–1546   |                 | 45° 32′ 23″ nord, 10° 13′ 14″ est |        |
| Hôtel de ville (it) et son horloge Fanzago (it)         | Clusone            | Lombardie          | 1583        |                 | 45° 53′ 28″ nord, 9° 56′ 52″ est  |        |
| Torrazzo                                                | Crémone            | Lombardie          | 1583–1588   |                 | 45° 08′ 01″ nord, 10° 01′ 31″ est |        |
| Tour de l'Horloge (it)                                  | Mantoue            | Lombardie          | 1473        |                 | 45° 09′ 30″ nord, 10° 47′ 41″ est |        |
| Hôtel de ville                                          | Soncino            | Lombardie          |             |                 | 45° 23′ 59″ nord, 9° 52′ 25″ est  |        |
| Torre dei Tempi                                         | Macerata           | Marches            | 1571 (2015) |                 | 43° 18′ 00″ nord, 13° 27′ 13″ est |        |
| Tour de l'Horloge                                       | Monte Urano        | Marches            |             |                 | 43° 12′ 21″ nord, 13° 40′ 15″ est |        |
| Tour des Horloges (Campanile de l'église San Francesco) | Tolentino          | Marches            | 1822        |                 | 43° 12′ 32″ nord, 13° 17′ 04″ est |        |
| Hôtel de ville                                          | Alexandrie         | Piémont            | 1828        |                 | 44° 54′ 46″ nord, 8° 36′ 55″ est  |        |
| Église Santa Maria Assunta                              | Bene Vagienna      | Piémont            |             | Horloge lunaire | 44° 32′ 43″ nord, 7° 50′ 00″ est  |        |
| Horloge astronomique (Campanile de la cathédrale)       | Messine            | Sicile             | 1933        |                 | 38° 11′ 32″ nord, 15° 33′ 18″ est |        |
| Horloge astronomique Tour Sombre                        | Trapani            | Sicile             | 1570        |                 |                                   |        |
| Palais de la Fraternité des laïques (it)                | Arezzo             | Toscane            | 1552        |                 | 43° 27′ 54″ nord, 11° 53′ 02″ est |        |
| Cimetière municipale de Merano                          | Merano             | Trentin-Haut-Adige | 1908        |                 | 46° 40′ 21″ nord, 11° 08′ 48″ est |        |
| Église Maria Himmelfahrt (de)                           | Terlano            | Trentin-Haut-Adige |             | Horloge lunaire | 46° 31′ 47″ nord, 11° 14′ 55″ est |        |
| Zwölferturm (de)                                        | Vipiteno           | Trentin-Haut-Adige |             | Horloge lunaire | 46° 53′ 56″ nord, 11° 25′ 53″ est |        |
| Hôtel de ville                                          | Bassano del Grappa | Vénétie            |             |                 | 45° 46′ 01″ nord, 11° 44′ 04″ est |        |
| Torre Civica                                            | Este               | Vénétie            | 1700        | Horloge lunaire | 45° 13′ 38″ nord, 11° 39′ 15″ est |        |
| Tour de l'Horloge                                       | Padoue             | Vénétie            | 1423        |                 | 45° 24′ 28″ nord, 11° 52′ 22″ est |        |
| Tour de l'Horloge                                       | Venise             | Vénétie            | 1496–1499   |                 | 45° 26′ 05″ nord, 12° 20′ 20″ est |        |
| Tour Bissara (it)                                       | Vicence            | Vénétie            |             | Horloge lunaire | 45° 32′ 50″ nord, 11° 32′ 49″ est |        |